# آخرین لحظه زندگی
آخرین لحظه زندگی یا آخرین بار زنده دیده شد (به انگلیسی: Last Seen Alive) یک فیلم اکشن و دلهره‌آور آمریکایی محصول سال ۲۰۲۲ به کارگردانی برایان گودمن و نویسندگی مارک فریدمن با بازی جرارد باتلر، جیمی الکساندر و راسل هرنزبی است. این فیلم مردی را دنبال می‌کند که پس از شروع به جستجوی همسر گمشده‌اش، قانون را به دست خود می‌گیرد. فیلم در ۳ ژوئن ۲۰۲۲ در ایالات متحده منتشر شد. و در تاریخ ۱ اکتبر ۲۰۲۲ از طریق نتفلیکس در ایالات متحده پخش شد.
این فیلم با دوبله فارسی و عنوان «زنده دیده شده» از شبکه نمایش پخش شد.

## داستان
وقتی لیزا، همسر ویل که از او جدا شده‌است، در حین توقف در پمپ بنزین ناپدید می‌شود، ویل باید دست به اقدامی دیوانه وار برای نجات او بزند، در حالی که پلیسی که او را به بازی ناپسند مظنون می‌کند، فرار می‌کند.

## بازخوردها
در راتن تومیتوز، این فیلم بر اساس ۱۳ نقد، با میانگین امتیاز ۳٫۹ از ۱۰، دارای ۱۵٪ تاییدیه است. Common Sense Media به فیلم ۲ ستاره از ۵ ستاره داد و مدعی شد که فیلم نتوانسته «در مورد هیچ یک از شخصیت‌هایش حس فتنه ایجاد کند».